# Adam Bartoš
Adam Bartoš (27 de abril de 1992) é um voleibolista profissional Tcheco, jogador posição ponta. Desde a temporada 2020/2021 é jogador do clube francesa Nantes Rezé MV

## Títulos
Clubes
Campeonato Checa:
- 2014

Supercopa da França:
- 2014, 2015

Copa da França:
- 2015

Campeonato Francês:
- 2015

Seleção principal
Liga Europeia:
- 2018
- 2013

## Premiações individuais
- 2013: Melhor receptor da Liga Europeia